# 公爵医院教堂
48°08′14″N 11°34′3″E / 48.13722°N 11.56750°E

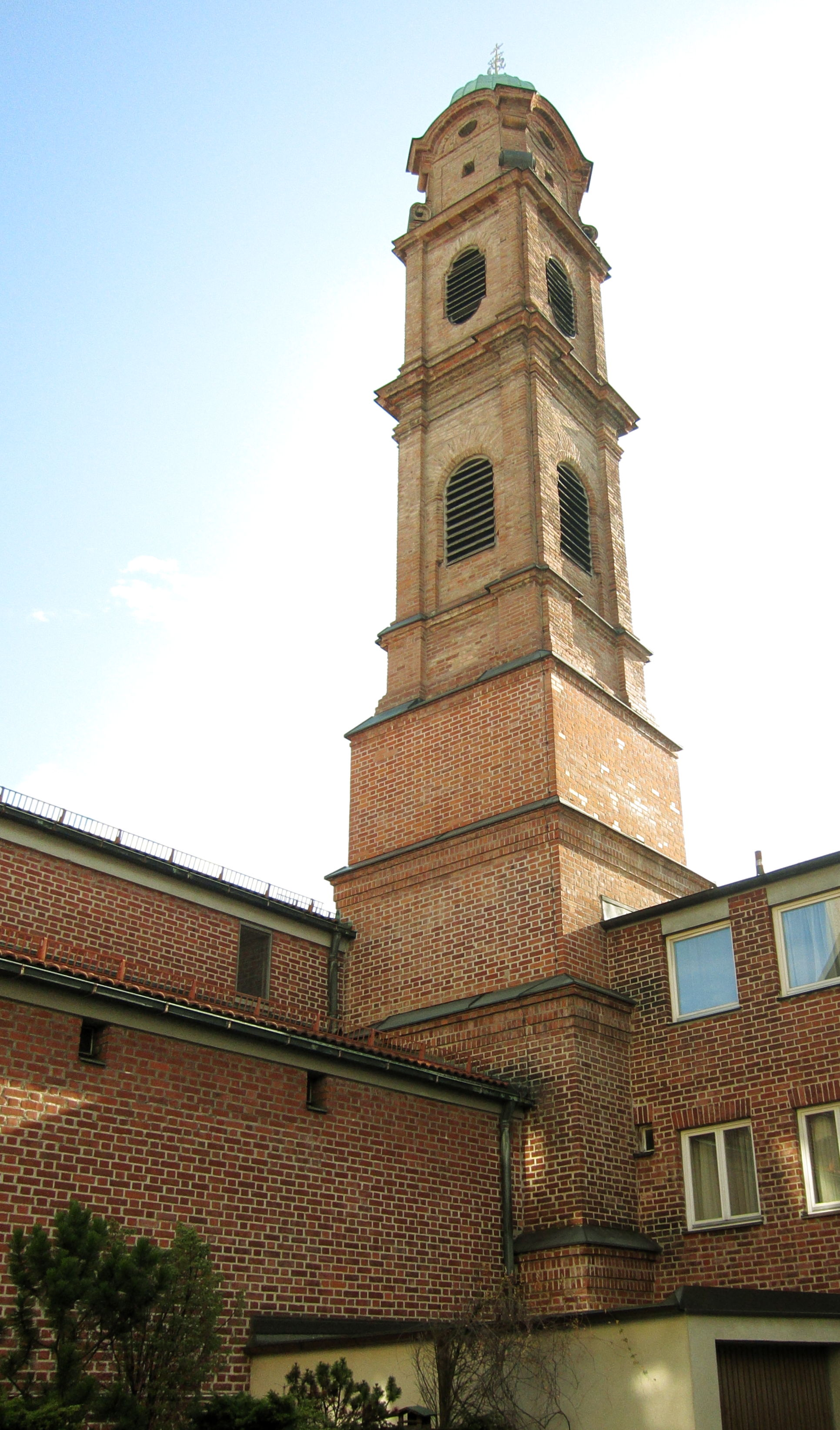

公爵医院教堂（德语: "Herzogspitalkirche"）是德国南部慕尼黑的一座天主教教堂。这是一座巴洛克式建筑，由巴伐利亚公爵阿尔伯特五世委托约翰·古内兹海纳设计，于1727年落成。
在第二次世界大战期间，公爵医院受损并被拆毁，被新建筑物取代。钟楼修复，中殿被亚历山大弗赖赫尔冯布兰卡（1956-57）设计的新建筑取代，砖砌内部。